# Claudio Barrientos
Claudio Barrientos (* 10. November 1936 in Osorno, Chile; † 7. Mai 1982) war ein chilenischer Boxer.

## Laufbahn
Barrientos nahm als chilenischer Vertreter im Bantamgewicht an den Olympischen Spielen 1956 in Melbourne teil und gewann eine Bronzemedaille. Im Viertelfinale schlug er auf den Brasilianer Éder Jofre, verlor dann aber im Halbfinale gegen den Südkoreaner Soon-Chun Song, der dann seinerseits im Finale gegen Wolfgang Behrendt unterlag.
1959 begann er eine kurze und erfolglose Profikarriere, in der er von elf Kämpfen nur drei gewinnen konnte. Am 15. Juli 1960 kam es zum Rückkampf des olympischen Viertelfinales gegen Eder Jofre, Barrientos verlor durch KO in der achten Runde. Im September 1960 unterlag er in einem Kampf um die chilenische Meisterschaft im Bantamgewicht.